# Gare de Caux
Ne doit pas être confondu avec Gare de Caux (Suisse).
La gare de Caux est une gare ferroviaire française (fermée) de la ligne de Faugères à Paulhan, située sur le territoire de la commune de Caux, dans le département de l'Hérault en région Occitanie.
Elle est mise en service en 1875 par la Compagnie des chemins de fer du Midi et du Canal latéral à la Garonne, avant de devenir en 1938 une gare de la Société nationale des chemins de fer français (SNCF). 
La gare, comme la ligne, est fermée en 1970, pour le trafic voyageurs, et en 1972 pour celui les marchandises. Le bâtiment voyageurs est devenu une habitation privée.

## Situation ferroviaire
Établie à 97 mètres d'altitude, la gare de Caux est située au point kilométrique (PK) 482,569 de la ligne de Faugères à Paulhan, entre les gares de Roujan - Neffiès et de Nizas - Fontès.
Voir le schéma de la ligne de Faugères à Paulhan.

## Histoire
La gare de Caux est mise en service le 29 mars 1875 par la Compagnie des chemins de fer du Midi et du Canal latéral à la Garonne, lorsqu'elle ouvre à l'exploitation la section de Paulhan à Roujan - Neffiès, première section de sa ligne de ligne de Faugères à Paulhan. Elle devient une gare de passage lors de l'ouverture de la section suivante jusqu'à Gabian le 15 décembre 1876.

## Service des voyageurs
Gare fermée et désaffectée sur une ligne fermée.

## Patrimoine ferroviaire

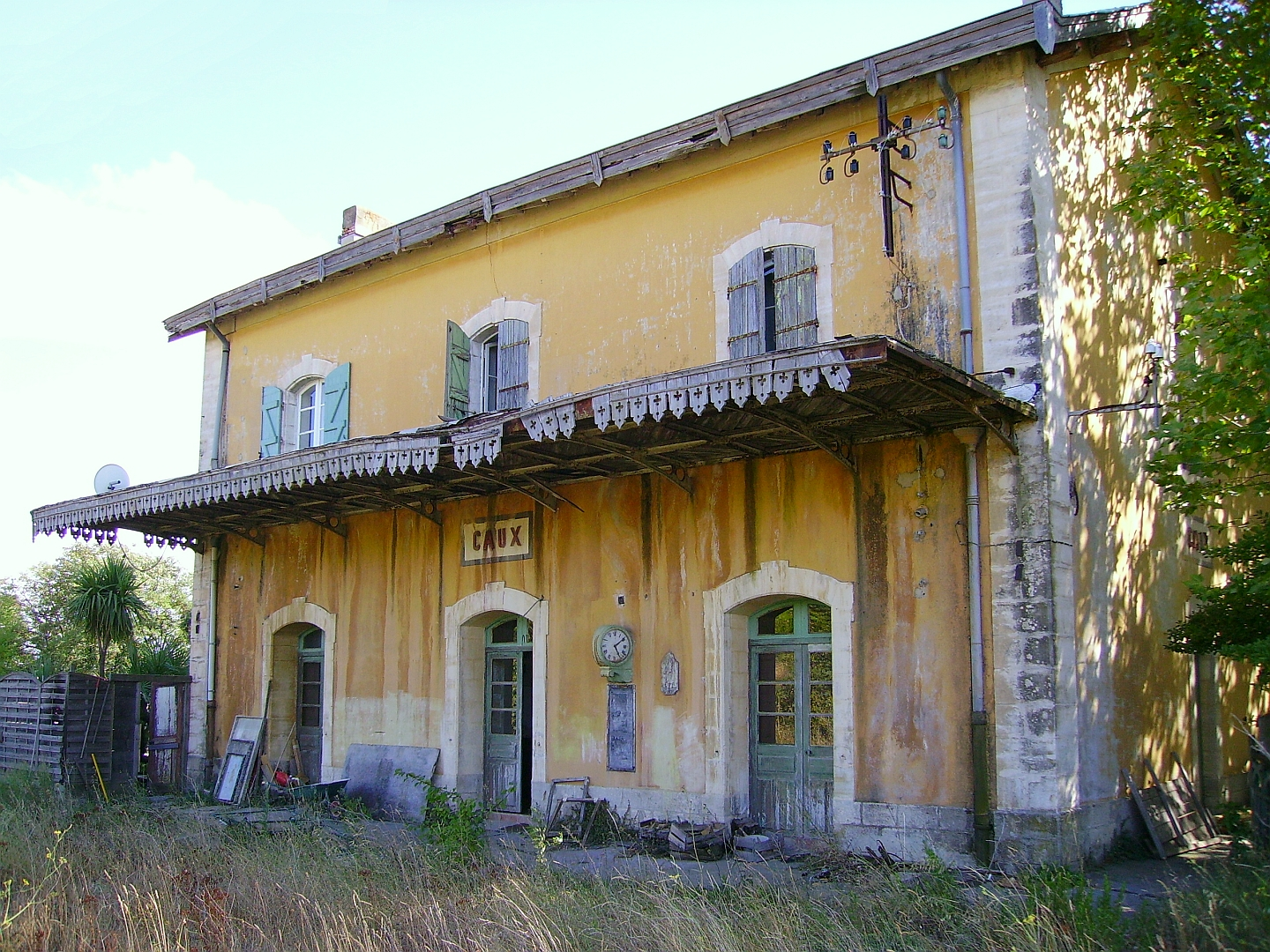
Le bâtiment voyageurs de la gare de Caux au mois d'août 2009.